# Burgstall Hatzbach
Der Burgstall Hatzbach ist eine abgegangene Niederungsburg vom Typus einer Turmhügelburg (Motte) in Hatzbach, einem Stadtteil von Stadtallendorf im Landkreis Marburg-Biedenkopf in Hessen.

## Lage
Die Burg stand am westlichen Ortsausgang Richtung Emsdorf und Wolferode südlich des Dorfes zum Wohra-Zufluss Hatzbach. Reste der Burg sind nicht erhalten. An ihren früheren Standort erinnert aber noch der Flurname „Der Schloßgarten“. Dabei fällt das Gelände des vermuteten Standortes der Burg nach Süden zum Hatzbach hin fünf Höhenmeter ab, während es zum nördlich liegenden Ort leicht ansteigt.

## Geschichte
Die Burg fand bisher nicht in der einschlägigen Literatur Erwähnung. Ihre Existenz ist aber durch die lokalgeschichtliche Literatur belegt: bei Karl Damian Achaz Knoblauch zu Hatzbach wird über die Hatzbacher Burg berichtet. Der Wepener Heyneman II. Knobelouch wurde im Jahr 1348 gräflich ziegenhainischer Burgmann zu Rauschenberg und wohl spätestens Ende des 14. Jahrhunderts mit Hatzbach belehnt. Möglicherweise entstand die Burg um die Zeit der Belehnung.
Die Existenz der Hatzbacher Burg ist mittlerweile wissenschaftlich anerkannt. Erst kürzlich hat das Hessische Landesamt für geschichtliche Landeskunde die Hatzbacher Burg in seine Karten im Landesgeschichtlichen Informationssystem Hessen (LAGIS) aufgenommen. Die Bezeichnung Schloss hatte früher die gleiche Bedeutung wie Burg und diente als Bezeichnung einer Wehranlage. In der Literatur zu den hessischen Ritterburgen wird die Hatzbacher Burg bisher nicht erwähnt. Bis heute (Stand: Mai 2014) sind keine urkundlichen Belege über eine Burg in Hatzbach bekannt.
Auch in der mündlichen Überlieferung in Hatzbach wurde über die Jahrhunderte die frühere Existenz einer Burg in Erinnerung gehalten. Auch in der Hatzbacher Sage vom Ritter von Knoblauch und dem Jungfernborn werden die Burg und die dazugehörige Kapelle erwähnt. Immerhin waren auch noch 1962 an der Stelle, an der die Burg stand, Reste eines Grabens zu sehen. Bei Ausschachtungen wurden Mauerreste festgestellt. Durch den Bau des heute an dieser Stelle stehenden Schafstalls sind wahrscheinlich letzte Spuren verschwunden.
Auf der Informationsseite zum Ort wird die Burg mit dem Hatzbacher Hofgut der von Knoblauch in Verbindung gebracht. Die Reste der Burg sollen zum Bau der Kirche benutzt wurden sein.

## Anlage
Die Anlage kann als eine Turmhügelburg (Motte) angesehen werden, wie sie für frühe und Niederadelssitze typisch waren. Meist war ein Turm mit steinernen Grundmauern durch Fachwerkgeschosse erhöht, stand auf einem künstlich erhöhten Erdhügel und war durch eine Schutzmauer (Holzpalisade) oder -zaun (oft nur einem verstärkten Flechtzaun) und Gräben gesichert. Wirtschaftshöfe befanden sich meist in der Vorburg, die aber nicht immer als solche angelegt war. Für die Hatzbacher Burg wird eine vorgelagerte Kapelle angenommen, wie sie in der Sage erwähnt wird. Eine einfache Funktion als Turmburg oder Festes Haus kommt ebenfalls in Betracht.